# 灰岩柳莺
灰岩柳莺（学名：Phylloscopus calciatilis）是雀形目柳莺属的一种鸟类，分布于越南北部、老挝北部中部和中国广西。
在灰岩柳莺初次被发现时，人们曾一度认为其是黑眉柳莺。2010年，研究人员将其确定为新种，种本名calciatilis意为“生活在石灰岩中”，模式产地在越南中部广平省的峰牙－己榜国家公园。